# Olga Skálová
Olga Skálová (ur. 25 kwietnia 1928 w Brnie) – czeska tancerka, choreografka i baletmistrzyni.

## Życiorys
Rozpoczęła naukę w wieku siedmiu lat w szkole baletowej Ivo Váni Psoty w Brnie pod kierunkiem A. M. Tymichovej, Miry Figarovej i Zory Šemberovej. Pierwszą pracę dostała w Państwowym Teatrze w Brnie w 1943 roku, gdzie pracowała przez prawie dziesięć lat, z wyjątkiem pełnego zaangażowania w latach 1944–1945. W 1952 roku przeniosła się do Teatru Narodowego w Pradze, gdzie jej sztuka zyskała popularność. Jej pierwszą rolą w Teatrze Narodowym w Pradze była solowa wariacja w pierwszym akcie baletu Jezioro łabędzie.
W 1957 roku wyjechała na półroczny staż do Moskiewskiej Szkoły Baletowej Teatru Bolszoj, gdzie studiowała pod kierunkiem profesor Sulamif Messererovej, ciotki słynnej Mai Plisieckiej.
Jej najsłynniejsze role powstały w Pradze pod choreograficznym kierownictwem Jiříego Němečka (Odetta i Odile w Jeziorze łabędzim Czajkowskiego, role w baletach Prokofiewa, Zobeida w Szeherezadzie Rimskiego-Korsakowa itp.). Cenne były też jej role w choreografiach Jiříego Blažka (Frygia w Spartakusie Chaczaturiana, Mefistofeles w Doktorze Fauście itp.). Grała także ze swoim mężem Wiktorem Malcewem (Desdemona w Otello). W Teatrze Narodowym pracowała do przejścia na emeryturę w 1975 roku.
Od 1969 roku uczyła zewnętrznie w Konserwatorium Tańca w Pradze. Często koncertowała za granicą (Włochy, ZSRR, Hiszpania, NRD, Polska, Kuba itp.), udzielała się także w politycznych organizacjach artystów (Związek Czeskich Artystów Dramatycznych). W latach 70. zaczęła skupiać się na własnej działalności choreograficznej. W połowie lat 70. opuściła Pragę i wróciła do Brna po drugiego męża, którym został prof. lekarz medycyny Jaromír Vašků, kierownik Katedry Fizjologii Patologicznej na Wydziale Lekarskim w Brnie. Najpierw pracowała jako baletmistrz w Balecie Brneńskim. Trzy lata później, w 1977 roku, została dyrektorem artystycznym. Pracowała również jako profesor tańca klasycznego w konserwatorium w Brnie.

## Odznaczenia i nagrody
- 1955 Nagroda Państwowa
- 1958 tytuł Zasłużonego Artysty
- 1968 tytuł Artysty narodowego (było to pierwsze przyznanie tego tytułu tancerce)[3]
- 1973 Zasłużony członek Teatru Narodowego w Pradze